# مونت فيرنون (تكساس)
مونت فيرنون (بالإنجليزية: Mount Vernon, Texas)‏ هي بلدة أمريكية تقع في الولايات المتحدة في مقاطعة فرانكلين، تكساس. يقدر عدد سكانها بـ 2,286 نسمة ومساحتها 9.6 كم2 وترتفع عن سطح البحر 150 متر.

## التركيبة السكانية
حدّد مكتب تعداد الولايات المتحدة بيانات التركيبة السكانية لمونت فيرنون في تعداد الولايات المتحدة. في ما يلي، التركيبة السكانية حسب تعدادي 2000 و2010.

### تعداد عام 2000
بلغ عدد سكان مونت فيرنون 2,286 نسمة بحسب تعداد عام 2000، وبلغ عدد الأسر 903 أسرة وعدد العائلات 582 عائلة مقيمة في البلدة. في حين سجلت الكثافة السكانية 200.5 نسمة لكل كيلومتر مربع (519.3/ميل2). وبلغ عدد الوحدات السكنية 1,045 وحدة بمتوسط كثافة قدره 91.7 لكل كيلومتر مربع (237.5/ميل2).
وتوزع التركيب العرقي للبلدة بنسبة 77.21% من البيض و13.52% من الأمريكيين الأفارقة و0.61% من الأمريكيين الأصليين و0.31% من الأمريكيين ذوي الأصول الآسيوية و7.17% من الأعراق الأخرى و1.18% من عرقين مختلطين أو أكثر و10.80% من الهسبانيون أو اللاتينيون من أي عرق.
بلغ عدد الأسر 903 أسرة كانت نسبة 38.3% منها لديها أطفال تحت سن الثامنة عشر تعيش معهم، وبلغت نسبة الأزواج القاطنين مع بعضهم البعض 48% من أصل المجموع الكلي للأسر، ونسبة 14% من الأسر كان لديها معيلات من الإناث دون وجود شريك،  بينما كانت نسبة 2.5% من الأسر لديها معيلون من الذكور دون وجود شريكة وكانت نسبة 35.5% من غير العائلات. تألفت نسبة 32.8% من أصل جميع الأسر من عدة أفراد يعيشون في نفس المنزل ونسبة 18.7% كانت تتألف من شخص يعيش بمفرده يبلغ من العمر 65 عاماً أو أكثر. وبلغ متوسط حجم الأسرة المعيشية 2.41، أما متوسط حجم العائلات فبلغ 3.08.
بلغ العمر الوسطي للسكان 36.0 عاماً. وكانت نسبة 27% من القاطنين تحت سن الثامنة عشر، وكانت نسبة 8.6% بين الثامنة عشر والرابعة والعشرين عاماً، ونسبة 25.5% كانت واقعةً في الفئة العمرية ما بين الخامسة والعشرين والرابعة والأربعين عاماً، ونسبة 18% كانت ما بين الخامسة والأربعين والرابعة والستين، ونسبة 16% كانت ضمن فئة الخامسة والستين عاماً فما فوق. يوجد لكل 100 أنثى 86.2 ذكر، ويوجد لكل 100 أنثى في الثامنة عشر من عمرها فما فوق 80.3 ذكر.
بلغ متوسط دخل الأسرة في البلدة 28,824 دولارًا، أما متوسط دخل العائلة فبلغ 36,150 دولارًا. وكان متوسط دخل الذكور 30,132 دولارًا مقابل 18,707 دولارًا للإناث. وسجل دخل الفرد الخاص بالبلدة 16,186 دولارًا. وكانت نسبة 14.9% من العائلات ونسبة 17.8% من السكان تحت خط الفقر، وكان من هؤلاء نسبة 23.4% تحت سن الثامنة عشر ونسبة 16.3% في الخامسة والستين من العمر وما فوق.

### تعداد عام 2010
بلغ عدد سكان مونت فيرنون 2,662 نسمة بحسب تعداد عام 2010، وبلغ عدد الأسر 1,015 أسرة وعدد العائلات 684 عائلة مقيمة في البلدة. في حين سجلت الكثافة السكانية 233.5 نسمة لكل كيلومتر مربع (604.8/ميل2). وبلغ عدد الوحدات السكنية 1,153 وحدة بمتوسط كثافة قدره 101.1 لكل كيلومتر مربع (261.8/ميل2).
وتوزع التركيب العرقي للبلدة بنسبة 75.73% من البيض و12.02% من الأمريكيين الأفارقة و1.09% من الأمريكيين الأصليين و0.64% من الأمريكيين ذوي الأصول الآسيوية و0.08% من سكان جزر المحيط الهادئ و7.85% من الأعراق الأخرى و2.59% من عرقين مختلطين أو أكثر و14.65% من الهسبانيون أو اللاتينيون من أي عرق.
بلغ عدد الأسر 1,015 أسرة كانت نسبة 40.2% منها لديها أطفال تحت سن الثامنة عشر تعيش معهم، وبلغت نسبة الأزواج القاطنين مع بعضهم البعض 40.6% من أصل المجموع الكلي للأسر، ونسبة 21.5% من الأسر كان لديها معيلات من الإناث دون وجود شريك،  بينما كانت نسبة 5.3% من الأسر لديها معيلون من الذكور دون وجود شريكة وكانت نسبة 32.6% من غير العائلات. تألفت نسبة 29.7% من أصل جميع الأسر من عدة أفراد يعيشون في نفس المنزل ونسبة 15.5% كانت تتألف من شخص يعيش بمفرده يبلغ من العمر 65 عاماً أو أكثر. وبلغ متوسط حجم الأسرة المعيشية 2.54، أما متوسط حجم العائلات فبلغ 3.13.
بلغ العمر الوسطي للسكان 33.3 عاماً. وكانت نسبة 29.5% من القاطنين تحت سن الثامنة عشر، وكانت نسبة 10% بين الثامنة عشر والرابعة والعشرين عاماً، ونسبة 23.4% كانت واقعةً في الفئة العمرية ما بين الخامسة والعشرين والرابعة والأربعين عاماً، ونسبة 21.4% كانت ما بين الخامسة والأربعين والرابعة والستين، ونسبة 15.8% كانت ضمن فئة الخامسة والستين عاماً فما فوق. وتوزع التركيب الجنسي للسكان بنسبة 45.9% ذكور و54.1% إناث.